# Wittewierum
Wittewierum is een dorp in de Nederlandse gemeente Groningen in de Nederlandse provincie Groningen. Er wonen volgens het CBS 55 mensen (2018). In het postcodegebied van Wittewierum wonen verspreid over ruim 50 huizen ongeveer 140 mensen (gemeente Ten Boer, z.j.). Wittewierum wordt doorsneden door de provinciale weg N865 van Ten Post naar Schildwolde. Het dorp is voor zijn voorzieningen vooral aangewezen op Ten Post en Ten Boer.
De naam Wittewierum verwijst naar het premonstratenzer klooster Bloemhof dat hier vroeger heeft gestaan. Dit klooster is vooral bekend geworden door de Kroniek van Bloemhof. Oorspronkelijk heette het dorp Wierum of Werum ("bij de hoogten"). Omdat er in Groningen meer plaatsen Wierum heetten (Wierum, Oosterwierum en Onderwierum), werd dit rond de 15e eeuw veranderd in Wittewierum, een verwijzing naar de witte kleding van de premonstratenzers. Het aanzicht van Wittewierum wordt gedomineerd door de wierde met de kerk en pastorie.

## Geografie

### Indeling
In 1722 bestond het kerspel Wittewierum uit de buurtschappen Wittewierum, Grouwe Dijk, Ten Post, Kroddebouren en Oldersum (met Winneweer en de borg Tammingahuizen). Kröddeburen wordt tegenwoordig tot Ten Post gerekend.
Het laaggelegen gebied ten zuiden van het Wittewierum werd De Meeden genoemd. Bij Wittewierum bevonden zich verder de boerderijen 'Kloosterbosch', 'Veldlust', 't Waschhuis' en het  kloostervoorwerk Witte Munckhuijs aan de Graauwedijk, dat eigendom was van het nonnenklooster Mariagenade te Schildwolde en later bekend kwam te staan als 't Susterhuis (de boerderij 'Klein Transvaal', Graauwedijk 14).
Op het grondgebied van het kerspel Wittewierum ontstonden de waterschappen Hoeksmeersterpolder (1801/02), Garrelsweerster Kloostermolenpolder (1816), Huisbuursterpolder (1863), Noorderhoeksmeersterpolder (1868), Overschildjerpolder (1870), de voorlopers van Ons Belang (vanaf 1855) en Tammingahuizen (1941).

### Bebouwing, wierde en kloosterterrein
Wittewierum bestaat uit een wierde met een kerk en pastorie en enkele huizen en boerderijen. Daarnaast is er enige bebouwing aan de Bloemhofweg naar het noordnoordwesten, de Kloosterlaan naar het westzuidwesten en, op enkele honderden meters van de wierde, een strook bebouwing aan de Woldjerweg naar het zuidoosten. In dit laatste deel bevinden zich ook twee bedrijven.
De wierde wordt aan west-, noord- en oostzijde omsloten door een sloot, een restant van de vroegere kloostergracht. Volgens het schoolmeesterrapport van 1828 mat de wierde toen 'vier bunders' (hectares) en was deze '5 ellen en 6 palm hoog'. In de 19e of begin 20e eeuw is de wierde aan de zuidkant afgegraven, maar de noordzijde is nog intact. Volgens Miedema is de wierde in het centrum 1,87 meter hoog.

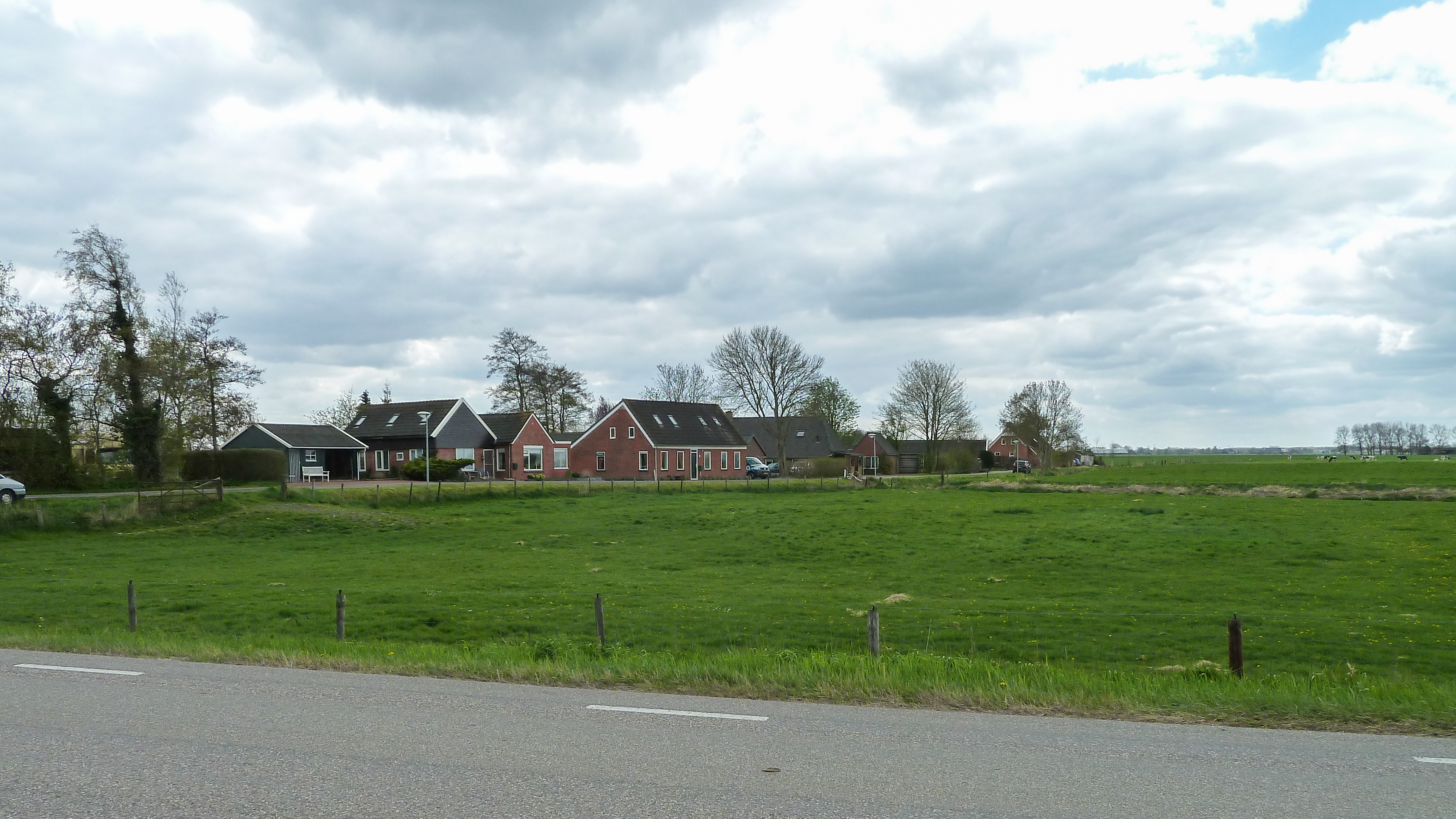
Huizen langs de Kloosterlaan

Het vroegere vijfhoekige kloosterterrein omvat naast de wierde ook de drie boerderijen aan westzijde en twee graslandpercelen achter kerk en pastorie. De beide graslandpercelen achter de pastorie verraden door hun geaccidenteerdheid de locaties van de vroegere kloostergebouwen. Het oude kloosterterrein wordt grotendeels omsloten door sloten, maar die zijn deels gedempt met puin. De breedte bedraagt 200 meter van west naar oost en 250 meter van noord naar zuid.

### Omgeving
Tegenwoordig is Wittewierum een klein dorpje, maar het vroegere kerspel omvatte het hele grondgebied van Ten Post (waar Wittewierum nu zelf onder valt) en ook een stukje ten oosten van het Eemskanaal, dat nu onder Overschild valt. Politiek gezien was Wittewierum vroeger onderdeel van het onderkwartier Westerambt van de landstreek Fivelingo. In de middeleeuwen vormde Wittewierum samen met Ten Post en Garrelsweer het rechtsgebied Eesterrecht van Ten Post (onderdeel van de rechtstoel Eesterrecht), wat volgens Ter Laan het oude gebied van het klooster Bloemhof zou kunnen zijn geweest. Rond 1600 kwamen de beide Easterrechten in handen van de familie Rengers van Tuwinga. Waterstaatkundig vormde Wittewierum een zijleed onder de schepperij Oldersum/Ten Post van het Dorpster Zijlvest, dat weer onderdeel vormde van het Generale Zijlvest der Drie Delfzijlen, dat werd voorgezeten door de abt van Bloemhof. Van begin 19e eeuw tot 2019 was het dorp onderdeel van de gemeente Ten Boer, daarna werd het onderdeel van de gemeente Groningen. 
In het achterland van Wittewierum lagen de boerderijen langs de Graauwedijk en vermoedelijk ook de verdwenen buurtschap Ickingeburen. In 1611 bevonden zich bij de Graauwedijk nog elf huizen.

### Waterhuishouding
De wierde van Wittewierum ligt aan de vroegere loop van de Fivel, die vanaf het Foxholstermeer via de Scharmer Ae en Slochter Ae, Luddeweer en Woltersum langs de westzijde van de wierde van Wittewierum stroomde en verder via de Bloemhofweg, Ten Post en Winneweer naar Westeremden. De Kollerijweg (Kolde IJ = 'koude, verlaten Ae') van Wittewierum naar Woltersum ligt op een vroegere oeverwal van de Fivel of Slochter Ae, die later werd opgehoogd tot een dijk. Het klooster van Wittewierum werd gebouwd in de tijd dat de Fivel bezig was dicht te slibben; bij de nieuwbouw van de kerk moest men vele metersdiep heien om de bodem van de vroegere rivier te bereiken. Ten westen van de wierde, in de richting van Ten Post, stroomt de Ten Poster Ae (ook kortweg Ae of Ei), een restant van de Fivel. Naar het noorden toe, aan oostzijde van de Meedenerweg, stroomt de Vismaar (vroeger Visc(h)umermaar of Viskumermaar) in de richting van Garrelsweer. Hierover lag vroeger de brug naar de kerk van Wittewierum. Ten noordoosten van het dorp lag vroeger het Hoeksmeer, waarmee het dorp verbonden was via het Katerhalstermaar. 
Bij Wittewierum lagen vroeger meerdere kleigaten, zoals in het perceel ten noorden van de Kloosterlaan. Deze kleigaten ontstonden door het steken van klei om de bodemvruchtbaarheid te verbeteren. Deze kleigaten zijn in de loop der 20e eeuw gedempt.
Ten oosten van Wittewierum stroomt het Eemskanaal, waarover ten zuidoosten van Wittewierum de Bloemhofbrug ligt, die vernoemd is naar het klooster. Vroeger was dit een draaibrug, maar in de jaren 1960, toen het kanaal werd verbreed, werd hier een ophaalbrug geplaatst.

## Geschiedenis

### Wierde
De wierde van Wittewierum werd net als de wierden van Ten Post, Oldersum, Loppersum, Oosterwijtwerd en Spijk rond het begin van de jaartelling opgeworpen op de rechterkwelderwal van de Fivel. Na een aantal eeuwen verlaten te zijn geweest, werd de wierde rond het jaar 600 opnieuw als woonplaats in gebruik genomen. Miedema vermoedt dat Wittewierum in die tijd net als Stedum en Woltersum een handelsnederzetting vormde. Volgens de kroniek van Bloemhof was er vroeger ook een haven aan de Fivel bij Wittewierum. Eind 12e eeuw werd de Fivel afgedamd bij Westeremden, waardoor de oude loop verzandde.
De eerste kerk van het dorp zal dateren uit de elfde of twaalfde eeuw. De keuze van de patroonheilige Vitus, vereerd in de rijksabdij Abdij van Corvey aan de Wezer, en de locatie in dezelfde rechtstoel als de koninklijke muntplaats Garrelsweer doet vermoeden dat het om een complex van ouder koningsgoed gaat. Het dorp werd rond 1200 eenvoudigweg Wierum ('wierde') genoemd, nadat de oudere naam kennelijk in vergetelheid was geraakt. Mogelijk gaat het om het kerkdorp Henricaskiricun of Æcclesia Henrici dat rond het jaar 1000 in de omgeving van Stedum wordt vermeld.
Begin 13e eeuw werd het Klooster Bloemhof gebouwd op de wierde en in de oude bedding van de Fivel. In de 16e en 17e eeuw werd het klooster afgebroken. In 1837 werd een stuk land 'omgespit of omgehakt', waarin zich resten van het klooster zouden bevinden. Mogelijk gaat het om de kap van een deel van de appelhof achter de pastorie. Eind 19e eeuw werd ook een deel van de wierde afgegraven. Sinds 1973 vormen de wierde en het terrein van het vroegere klooster een archeologisch (rijks)monument.

### Klooster
In 1204 werd door Emo van Romerswerf op zijn land het benedictijnenklooster Romerswerf (Nijenklooster) gesticht. In 1208 trad zijn neef Emo van Huizinge, die gestudeerd had in Parijs, Orléans en Oxford en vervolgens pastoor van Huizinge was geweest, in dit klooster in. Op 23 juni 1211 werd de bestaande (waarschijnlijk houten) kerk van Wierum (het latere Wittewierum) door een meerderheid van de kerkvoogden (patroons) geschonken aan het klooster van Romerswerf met als doel er ook een klooster te stichten. Tussen 1213 en 1214 vertrokken de aanwezige monniken uit Romerswerf naar Wierum om te beginnen met de bouw van het nieuwe klooster, dat deels werd aangelegd in de drooggevallen bedding van de dichtgeslibde Fivel en de naam Bloemhof (Floridus Hortus) kreeg. De nonnen bleven achter in Romerswerf, dat voortaan Rozenkamp (Campus Rosarum) werd genoemd. In 1217 sloot het klooster zich formeel aan bij de premonstratenzers. De monniken ondervonden tegenwerking van de dorpsheer Ernestus, die er op uit was zijn zoon tot pastoor te laten kiezen. Later zette hij zijn zinnen op de proosdij Loppersum, waarvoor hij een complete oorlog ontketende.
Tussen 1238 en 1259 werd gebouwd aan de stenen kloosterabdij. Het klooster omvatte naast de kerk met sacristie en kruisgang een refter, keuken, kapittelzaal, hospitium (voor pelgrims en andere gasten), dormitorium, scriptorium (schrijfatelier), boekerij (bibliotheek), werkvertrekken (voor bijvoorbeeld timmerwerk en smeedwerk) en een school. De boekerij werd tijdens de Saksische Vete in 1515 door plunderende Saksische benden in brand gestoken, maar de kroniek bleef daarbij behouden. De abdijschool werd in 1276 verplaatst naar Westeremden, waar zich al een parochieschool bevond.
In 1290 werd een visitatie uitgevoerd waaruit naar voren kwam dat er 'duizend kloosterlingen' zouden wonen in Bloemhof en Rozenkamp, maar dit aantal wordt vaak onrealistisch hoog genoemd en moet waarschijnlijk met een korreltje zout worden genomen.
Uit de Kroniek van Emo en Menko blijkt dat het klooster een groot aandeel heeft gehad in de bedijking van het gebied. Zo richtte Emo na de Sint-Marcellusvloed een zijlvest (waterschap) op om gezamenlijk het dijkonderhoud beter te kunnen regelen. Het klooster speelde vervolgens een belangrijke rol rol in het bestuur van het Generale Zijlvest der Drie Delfzijlen, waarvan de overste schepper altijd de abt van het klooster Bloemhof was. In de loop der eeuwen verkreeg het klooster door ontginningen en schenkingen een grote hoeveelheid land in de landstreek Fivelingo. In de 16e eeuw was het klooster met enkele duizenden grazen grond het grootste premonstratenzer klooster van De Ommelanden.
Als gevolg van de Gelderse Oorlogen raakte het klooster echter in verval. Van al deze woelingen wist het zich niet te herstellen. In 1561 waren er nog drie of vier monniken over die het niet zo nauw namen met de kloosterregels. De nieuwe bisschop Johannes Knijff van het kort daarvoor opgerichte Bisdom Groningen besloot in 1566, toen het klooster opnieuw in brand was gestoken, tot de opheffing van het klooster. Knijff liet het daarop afbreken om de stenen te kunnen gebruiken voor de bouw van zijn bisschoppelijk hof in Groningen (het huidige Prinsenhof). Een deel van de stenen werd verkocht aan Johan de Mepsche, die er zijn borg Duirsum (Ten Ham) mee liet herstellen. Na de reductie van Groningen in 1594 werd de afbraak doorgezet. In 1604 werden de restanten van de kloosterkerk verbouwd tot een nieuwe protestantse kerk.

### Adel en strijd

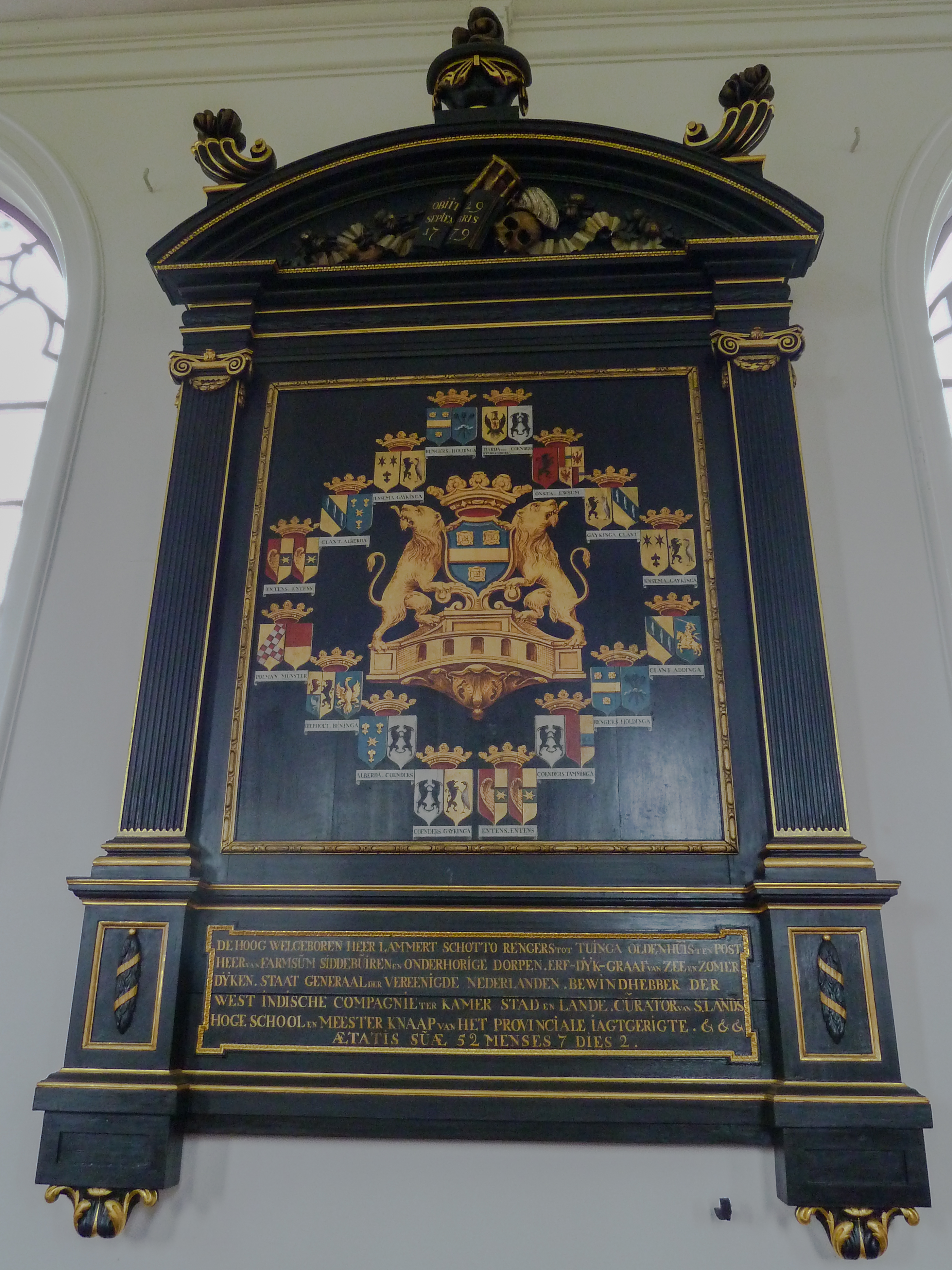
Rouwbord Lammert Schotto Rengers in de Kerk van Wittewierum

Het kerspel van Wittewierum omvatte vroeger een groot gebied, dat ook Ten Post omvatte. In dit gebied kwam de macht over de loop der tijd in handen van een klein aantal adellijke families die woonden op borgen als Oldersum, Oldenhuis, Tuwinga en Tammingahuizen. Volgens legenden zouden de borgheren van Tuwinga en Oldenhuis elkaar niet hebben gemogen, al zijn hierover geen betrouwbare bronnen overgeleverd. Beide borgen kwamen in de loop der tijd in handen van de familie Rengers. De herenbanken, preekstoel, rouwborden, grafzerken en grafkelder in de kerk van Wittewierum dragen de sporen van het adellijke verleden, met name van de familie Rengers. De meeste borgen verdwenen in de 18e eeuw.
Wittewierum lag aan een belangrijke route, waarlangs ook dikwijls strijdende partijen trokken. Tijdens de Gelderse Oorlogen bijvoorbeeld trok in 1499 Edzard I van Oost-Friesland langs Wittewierum. In 1505 haalden stad-Groningers al het vee weg bij Wittewierum tijdens gevechten met Edzard I. In 1514 veroverde hertog George van Saksen met Oldenburgse troepen het klooster, waarbij het klooster en het scriptorium in brand werden gestoken. Hetzelfde jaar werd George echter verdreven door Otto van Diepholt, die het heroverde voor Edzard I. In januari 1522 vluchtte de kastelein van Coevorden Frederik van Twickelo met zijn Boergondische troepen via Wittewierum terug naar Coevorden, daarbij achtervolgd door Groningse troepen, troepen van Christoffel van Meurs en van kapitein Michael van Pomeren. In 1536 versloeg Georg Schenck van Toutenburg Meindert van Ham bij Wittewierum. In het begin van de Tachtigjarige Oorlog was Wittewierum opnieuw het toneel van oorlogshandelingen: Op 7 mei 1568 werd de Spaansgezinde luitenant Zeger van Groesbeek door de staatsgezinde bevelhebber Lodewijk van Nassau teruggeslagen bij Wittewierum. Daarop legerde op 22 mei de Spaansgezinde bevelhebber Jan van Ligne zijn troepen bij Wittewierum, waarop hij werd aangevallen door Lodewijk van Nassau. Deze verloor echter ditmaal deze schermutseling en vluchtte naar Heiligerlee.

### Latere geschiedenis
Na de opheffing van het klooster kwam het dorp niet meer tot ontwikkeling. Dit lag waarschijnlijk aan het feit dat het geen goede weg- en waterverbindingen had. Er werd in 1604 nog wel een nieuwe kerk gebouwd voor zowel Wittewierum als Ten Post, maar in de eeuwen erop werd de bebouwing nauwelijks uitgebreid. In de tweede helft van de 19e eeuw werd het dorp echter beter bereikbaar door de aanleg van een grindweg tussen Ten Post en Wittewierum en tussen Wittewierum en de Graauwedijk bij Overschild. Er werd toen een klein aantal boerderijen en huizen bijgebouwd in Wittewierum. Na de aanleg van het Eemskanaal rond 1875 werd een aantal huizen gebouwd aan de doorgaande Woldjerweg en werd er een voetpad naar het kanaal aangelegd. Ook aan de Bloemhofweg en de Kloosterlaan werden in de periode tot 1940 nog een paar huizen bijgebouwd. In 1937 werd een nieuwe weg aangelegd tussen Ten Post en Wittewierum (de huidige N865), die de Kloosterlaan afsloot van de bebouwing rond de wierde. Bij de aanleg werd rechts van de weg, ten noordwesten van Wittewierum gestuit op de resten van een duiventil. Of deze til bij het klooster, de borg Oldenhuis of bij de pastorie heeft gehoord, is onbekend. Het veld waar de resten zijn gevonden en waar sindsdien de weg doorheen ligt, draagt de Groningse veldnaam 'Doefkaamp'.
Wittewierum werd ook bij de Afscheiding van 1834 betrokken. Op 27 september 1835 hield Hendrik de Cock een preek in de boerderij van landbouwer Jan Reinders Bottema waarbij ongeveer 200 mensen aanwezig waren. Op 23 of 24 mei 1836 werd daarop een kerkgemeente opgericht in Wittewierum, waarvan echter slechts driegezinnen lid waren, waaronder Bottema. In 1844 ontstond daarop discussie over de vraag of er een nieuwe kerk en pastorie in Wittewierum zouden moeten worden gebouwd. Vanwege het kleine aantal gemeenteleden werd besloten de gemeente op te heffen. Een deel van de gelovigen sloot zich aan bij de gemeente in Ten Boer en een ander deel bij de gemeente in Ten Post, waar in 1846 een nieuwe kerk werd gebouwd en in 1855 ook een pastorie.
Ook de Tweede Wereldoorlog ging niet onopgemerkt aan het dorp voorbij. Zo vielen op 20 juni 1942 drie brisantbommen bij Wittewierum. In de nacht van 30 op 31 maart 1943 werd de kerk zwaar beschadigd door een losgeraakte sperballon en in september 1944 staken troepen van de Organisation Todt de dijken door, waardoor het gebied tussen het Damsterdiep en het Eemskanaal werd geïnundeerd. De bevolking werd gesommeerd om te vertrekken, maar enkelen bleven achter, zoals de bejaarde smid Sebe Buitenkamp aan de Woldjerweg, die een dijk van strobalen en modder rond zijn huis bouwde en er de hele winter verbleef. De mannelijke bevolking moest ook meehelpen, bijvoorbeeld bij het graven van tankgrachten, zoals aan de Kollerijweg. Op 16 april 1945 vond een schermutseling plaats bij de Bloemhofbrug, die Duitse soldaten tevergeefs probeerden op te blazen. Bij deze schermutseling werden de Duitsers teruggedreven naar Ten Post, wat het einde van de oorlog betekende voor Wittewierum. In mei 1945 werden de dijken hersteld en werd het gebied leeggepompt.
Na de Tweede Wereldoorlog daalde de bevolking door gezinsverdunning en doordat er geen nieuwe huizen werden bijgebouwd. Op 6 januari 2012 moest de bevolking opnieuw verplicht geëvacueerd worden. Ditmaal in verband met het gevaar van hoogwater, daar een rivierdijk bij Woltersum het dreigde te begeven. Ditmaal bleven veel boeren achter omdat ze hun vee niet wilden verlaten. De dijk brak niet door en op 9 januari kon de bevolking terugkeren.

### Bedrijvigheid
Het dorp telde vroeger ook enige bedrijvigheid. Volgens de schoolmeester van Wittewierum (in Ten Post) bezat Wittewierum in 1828 een ijzersmid, kuiper, stel- of wagenmaker, timmerman, broodbakker en een kleer- en schoenmaker. In de 20e eeuw had het dorp in verschillende jaren een bakker annex kruidenier, meubelmakerij, schoenmaker en een tweetal smederijen. Het bekendste bedrijf was de smederij annex dorserij Buitenkamp aan de Woldjerweg 21, die werd opgericht in 1899 en later groot werd als loonbedrijf, in de jaren 1960 een benzinepomp had en uiteindelijk wereldwijd actief werd met de verhuur van pompen. In 1983 werd het loonbedrijf verkocht (nu gevestigd in Winneweer) en begin jaren 2000 verhuisde het pompenverhuurbedrijf naar Zuidbroek. Op het perceel van Buitenkamp staan twee huizen (Woldjerweg 21 en 21a) die in spiegelbeeld zijn gebouwd aan weerszijden van het vroegere terrein. Tegenwoordig wordt de bedrijvigheid gevormd door enkele agrarisch ondernemers, een handelsonderneming op de plek waar Buitenkamp vroeger gevestigd was en knaagdierenopvang 'Snuitje', die sinds 1996 gevestigd is aan de Bloemhofweg 4.

## Bevolkingsontwikkeling
| Demografische ontwikkeling tussen 1835 en 2018                                                                     |
| --- |
| |
| ■ Data afkomstig van volkstellingen.nl. Het cijfer voor 1835 komt uit Wesseling, 1974 ■ Data afkomstig van het CBS |

## Gebouwen

### Kerk
Centraal op de wierde staat de 19e-eeuwse kerk van Wittewierum (Kerkhorn 4). Deze vierde kerk van Wittewierum staat op dezelfde plek als haar voorgangers, waaronder de kloosterabdij. De eerste kerk van Wittewierum was een houten kerk, die in 1211 werd geschonken aan het klooster Bloemhof. Tussen 1238 en 1259 verrees onder leiding van de abten Paulus en Menko de kloosterabdij van het klooster Bloemhof. Deze abdij, die tevens dienstdeed als parochiekerk, was waarschijnlijk gemodelleerd naar de Abdij van Prémontré, maar het oorspronkelijke ontwerp zou nooit worden voltooid. Het was een drieschepige romanogotische kruisbasiliek, opgetrokken volgens een alternerend stelsel met een hoogkoor in het oosten en een toren in het westen. De abdij was gewijd aan Onze Lieve Vrouwe, Sint-Jan en Sint-Vitus. In 1262 stortten de toren en de hele westgevel in tijdens een storm. In 1515 werd de kerk in brand gestoken en in 1566 opnieuw. Tussentijds werd waarschijnlijk in de 16e eeuw een van de zijbeuken verbouwd tot pastorie. In 1604 werd op de fundamenten van de kerk een nieuwe protestantse kerk gebouwd. Deze kerk werd in 1863 afgebroken, waarop de huidige kerk werd gebouwd.
Het huidige kerkgebouw lijkt relatief groot voor een dorp met het bescheiden inwonertal van Wittewierum en werd dan ook gebouwd in de tijd dat ook Ten Post hier nog kerkte. De kerk is sinds 1977 in het bezit van de Stichting Oude Groninger Kerken. Na jaren van verval werd een eerste restauratie uitgevoerd tussen 1986 en 1987. Door geldgebrek vond de uiteindelijke restauratie echter pas plaats tussen 2000 en 2003. De kerk wordt sinds de laatste restauratie voornamelijk gebruikt voor exposities en evenementen.

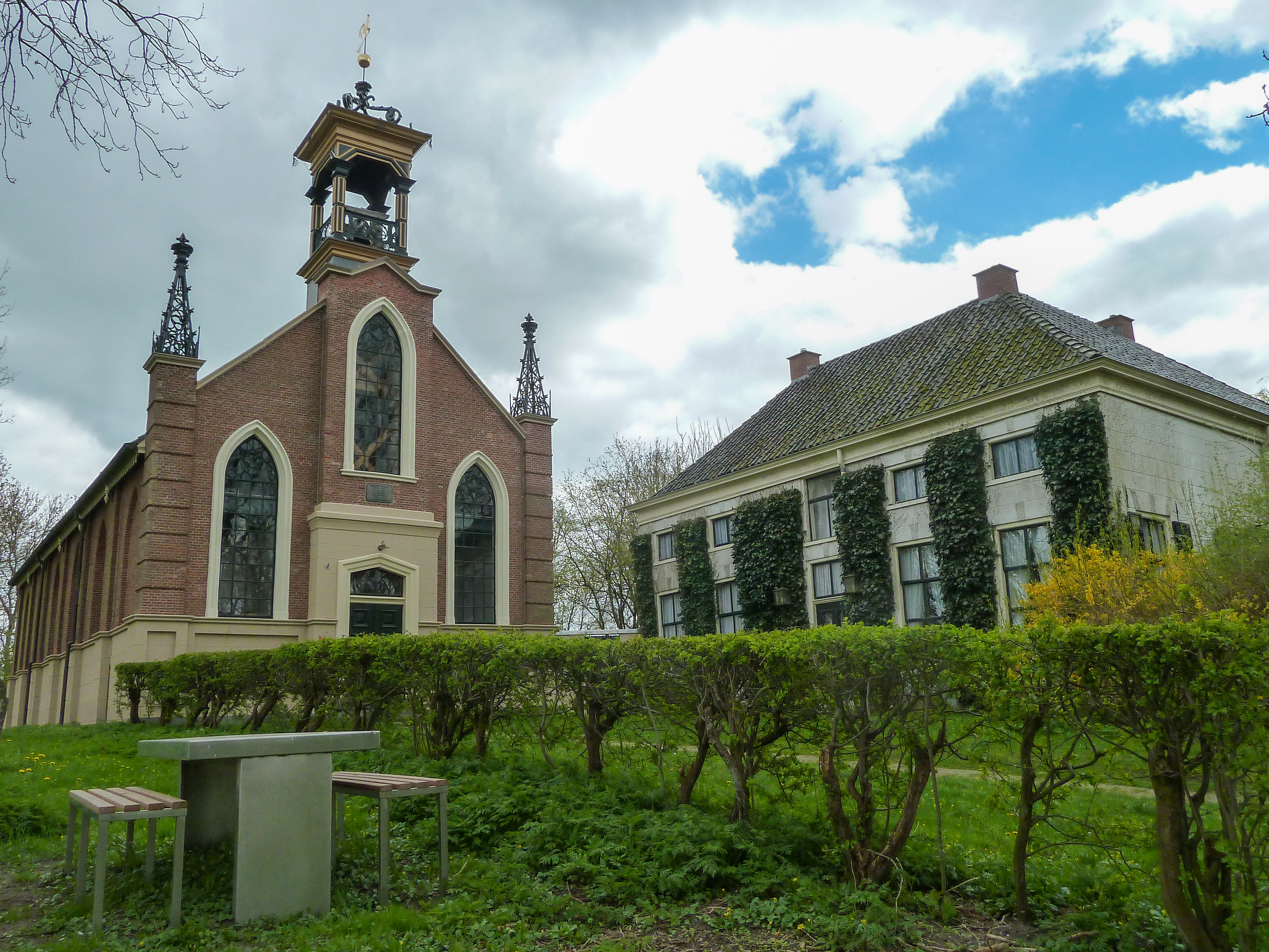
Kerk en pastorie van Wittewierum

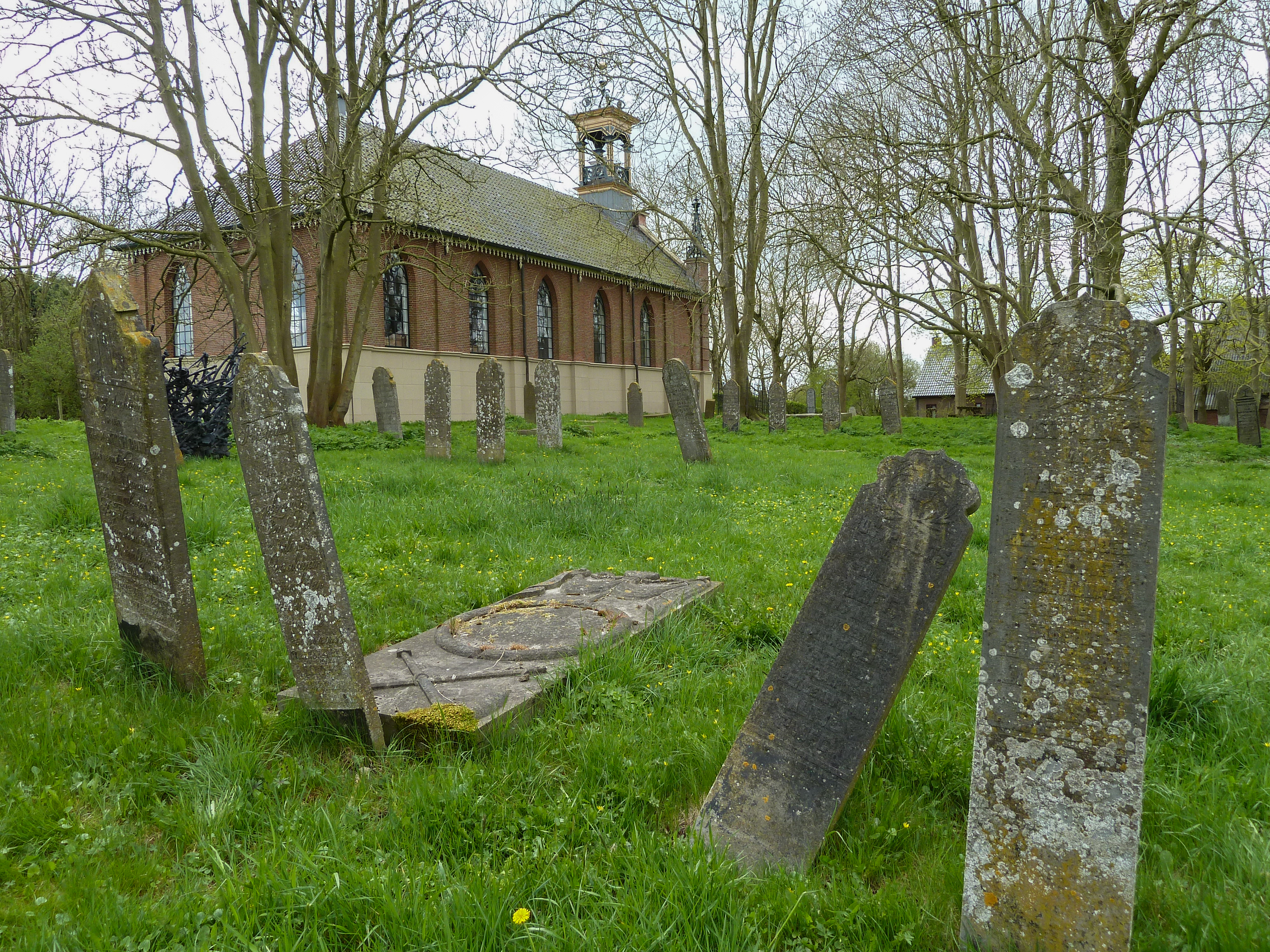
Graven op het kerkhof

De kerk van Wittewierum is een brede zaalkerk met een rechtgesloten koor. De kerk is opgetrokken in neoklassieke stijl met eclectische elementen, waarbij opvallend veel gebruikgemaakt is van gietijzer. De voorgevel wordt bekroond door een dakruiter met aan weerszijden twee pinakels. De dakruiter en beide pinakels sneuvelden in 1943 door een sperballon, waarop de kerk het lange tijd zonder deze elementen moest stellen. In 2002 werden de dakruiter en beide pinakels echter vernieuwd. In de dakruiter hangt een klok uit 2002. De vorige klok uit 1829 werd tijdens de Tweede Wereldoorlog geroofd en omgesmolten door de Duitse bezetter. De oude klok van het klooster Bloemhof uit 1373 hangt sinds 1829 in de kerk van Slochteren.
Het interieur wordt overwelfd door een gedrukt en witgepleisterd tongewelf en ademt een sobere 19e-eeuwse sfeer. Achter in de kerk bevindt zich het liturgisch centrum met de 19e-eeuwse preekstoel en twee herenbanken. De herenbank van Rengers bevat een 17e-eeuws dekstuk met de wapens van de families Rengers en Polman. Voor deze herenbank staat een armenkist, de enige van Groningen. De kerkzaal wordt gevormd door twee rijen kerkbanken gescheiden door een middenpad. Aan weerszijden hangen boven de banken twee rouwborden van de familie Rengers. Deze borden zijn voor Lambert Schotte Rengers en zijn vrouw Ambrosia Elisabeth Bentinck van Schoonheten Diepenheim, die beiden in 1779 overleden. Beide rouwborden bevatten hun eigen wapen met eromheen de 32 kwartierwapens van hun voorgeslachten. In de kerk liggen een aantal grafzerken, die grotendeels van de familie Rengers zijn. Onder de kerk werd mogelijk al in de 13e eeuw, maar mogelijk ook pas in 1604 een grafkelder gemaakt, waar verschillende leden van het geslacht Rengers begraven liggen.

### Pastorie
Haaks op de kerk staat de pastorie (Kerkhorn). Het is een groot blokhuis met een groot afgeplat schilddak. De eerste pastorie van Wittewierum werd mogelijk in de 16e eeuw gebouwd uit een zijbeuk van de kloosterabdij. In dit gebouw had de abt volgens Kremer een bovenkamer en er zouden zich ook een aantal kloostercellen hebben bevonden. De pastorie was door luiken verbonden met het priesterkoor, zodat de mis kon worden gevolgd. In 1839 werd gesproken van een 'oude, thans afgesletene pastorij'. In 1849 schreef Van der Aa echter dat de oude (16e-eeuwse) pastorie er 'vóór twintig jaren' nog stond. Mogelijk is deze pastorie dus afgebroken in de jaren 1840. Ter vervanging werd haaks op de kerk de huidige pastorie gebouwd. Rond 1865 werd de pastorie verbouwd. Mogelijk werd de pastorie in 1958 verkocht.
Aan het pad achter de pastorie bevindt zich een in steen opgemetseld gewelf met een pomp erboven. Vroeger lag achter de pastorie ook een grote appelhof, waarvan nog enkele bomen in de achtertuin resteren.

### Kerkhof en begraafplaats
Rond de kerk van Wittewierum ligt het oude kerkhof dat door de stichting Oude Groninger Kerken bewust in ietwat ruige staat wordt gehouden omwille van de sfeer die er ten tijde van de verwerving al lange tijd aanwezig was. Er liggen circa 70 grafzerken, waarvan de oudste uit 1669 dateert. De meeste grafzerken dateren uit de 19e eeuw. De laatste reguliere begraving vond plaats in 1903. Bij de inundatie in de winter van 1944-45 is het echter nog even tijdelijk in gebruik geweest, omdat de gewone begraafplaats toen onder water stond. Van de grafzerken hebben er enkele eenvoudige ijzeren hekwerken. Een aantal grafzerken zijn moeilijk leesbaar. Op het kerkhof huist ook een roekenkolonie. Het kerkhof werd in 1990 opgeknapt door de gemeente Ten Boer en in 1999 door Landschapsbeheer Groningen. In december 2006 werd het kunstwerk 'Optima Philosophia Sapiente est Meditatio Mortis' ('de hoogste vorm van wijsheid en filosofie is de contemplatie op de dood') of 'wervelwind van botten' van Jan Kuipers geplaatst, dat de vorm heeft van een nest dat is opgebouwd uit botten en schedels.
In 1909 werd aan de Bloemhofweg de begraafplaats Wittewierum aangelegd ter vervanging van het kerkhof van Wittewierum. Hier worden ook de overledenen uit Ten Post begraven. Op de begraafplaats bevindt zich een stuk grond waar tot 1967 de armen door de gemeente naamloos en zonder grafteken werden begraven. Dit stuk grond werd de 'armenlap' genoemd. In 2013 werd door kunstenaar George van Engelen in opdracht van de uitvaartvereniging Ten Post e.o. een kunstwerk geplaatst met de namen van de overledenen, voor zover bekend.

## Geboren
- Hendrik Bolhuis (1884-1912), kok op het schip Titanic
- Jan Klink (1985), VVD-Tweede Kamerlid